# 100% Pure Love
100% Pure Love  è un singolo della cantante statunitense Crystal Waters.
La canzone, scritta da Crystal Waters, Teddy Douglas, Jay Steinhours e Tommy Davis e prodotta dagli stessi Steinhours e Douglas, era contenuta nell'album Storyteller.

## Tracce
CD-Maxi (Mercury 858 667-2 (PolyGram)
1. 100% Pure Love (Radio Mix) – 3:06
2. 100% Pure Love (Club Mix) – 8:04
3. 100% Pure Love (Gumbo Mix) – 5:22

## Classifiche
| Classifica    | Posizione raggiunta |
| ------------- | ------------------- |
| Australia     | 2                   |
| Paesi Bassi   | 15                  |
| Svizzera      | 20                  |
| Austria       | 26                  |
| Germania      | 33                  |
| Nuova Zelanda | 44                  |